# Easterhegg
Das Easterhegg (auch Easter(H)egg oder ./easter -h -egg oder EAST erh, egg – kurz einfach EH – genannt) ist eine jährliche internationale Veranstaltung des Chaos Computer Club. Sie findet seit 2001 während der Osterfeiertage statt. Das Easterhegg wendet sich an Hacker und Interessierte.

## Konzept

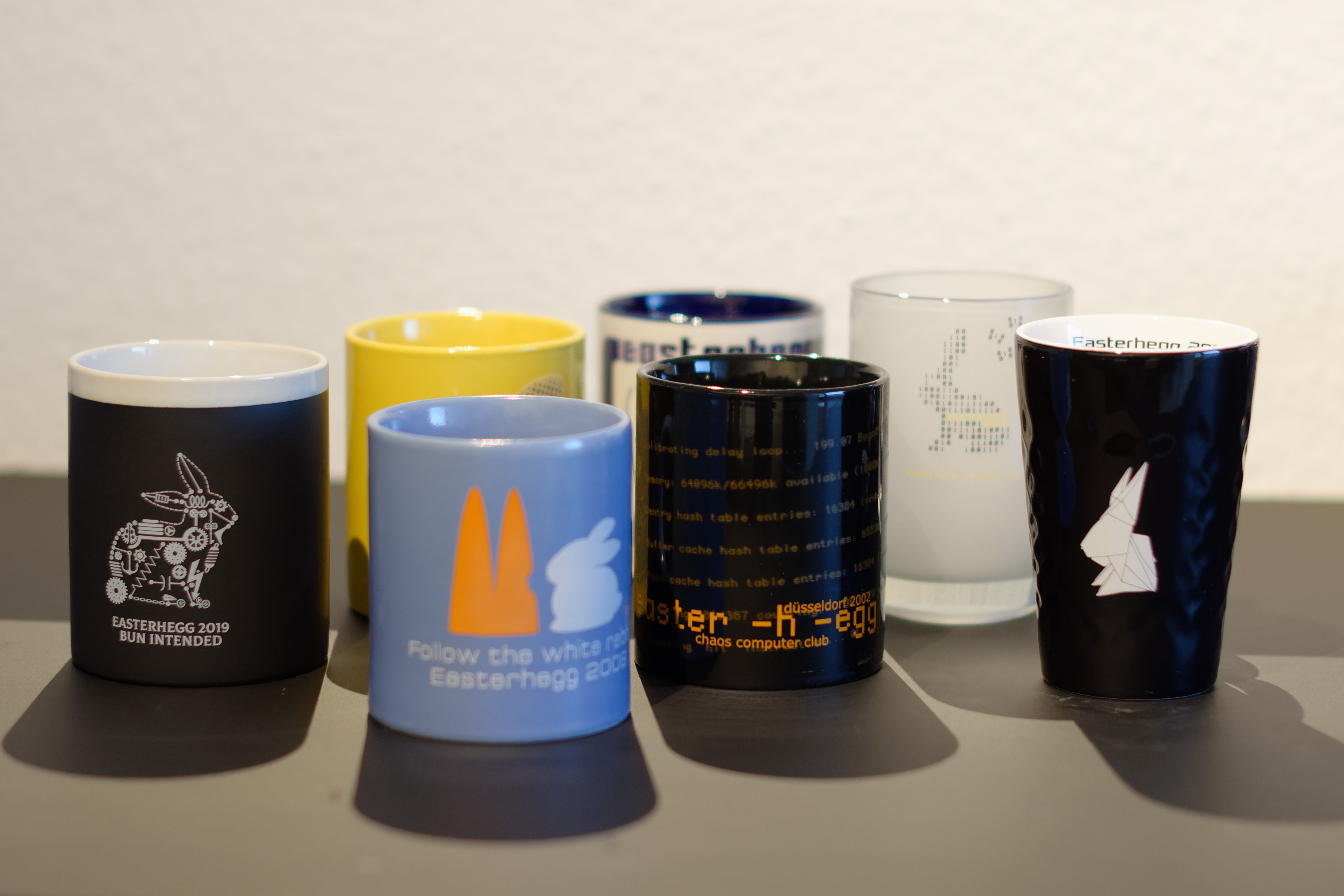
Tassen von verschiedenen Easterheggs des Chaos Computer Club.

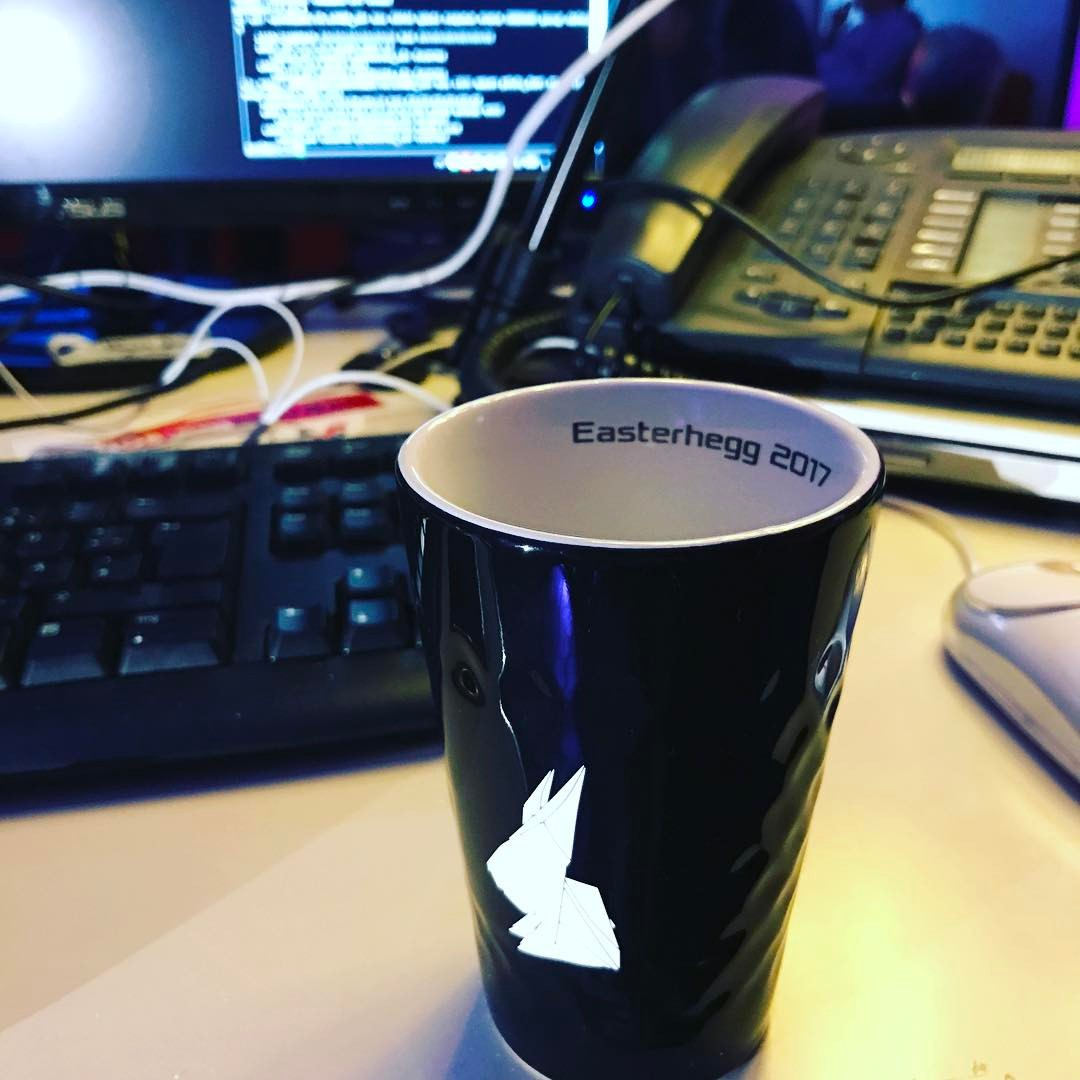
Tasse vom Easterhegg 2017

Die Teilnehmerzahl des Easterheggs beschränkt sich auf mehrere hundert Leute, im Gegensatz zu den größeren Veranstaltungen des CCC (Chaos Communication Congress, Chaos Communication Camp), zu denen mehrere tausend Besucher kommen. Auf dem Easterhegg werden Workshops und Vorträge angeboten.
Ein Markenzeichen des Easterheggs ist das im Eintrittspreis enthaltene Frühstück bis zum Abend einschließlich Kaffee-Flatrate, zu der jeder Teilnehmer eine persönliche Erinnerungs-Tasse erhält. Dies soll den gemütlich-kommunikativen Charakter der Veranstaltung betonen.

## Geschichte
Auf dem Easterhegg 2007 demonstrierten Forscher der TU Darmstadt erstmals, wie der WLAN-Verschlüsselungsalgorithmus WEP in weniger als einer Minute geknackt werden kann.
Das Easterhegg fand bis 2011 in ungeraden Jahren immer in Hamburg und dazwischen jeweils in anderen Städten statt. Bisherige Austragungsorte waren Düsseldorf (2002), München (2004, 2010), Wien (2006, 2019) und Köln (2008). 2012 fand das Easterhegg in Basel statt.
Am 27. Juni 2012 wurde bekanntgegeben, dass das Easterhegg 2013 nicht wie erwartet in Hamburg, sondern in Paderborn stattfinden wird. Als Grund wurde die zu erwartende Entscheidung für Hamburg als Austragungsort des Chaos Communication Congress 2012 (29C3) angegeben. 2014 fand das Easterhegg in Stuttgart statt.

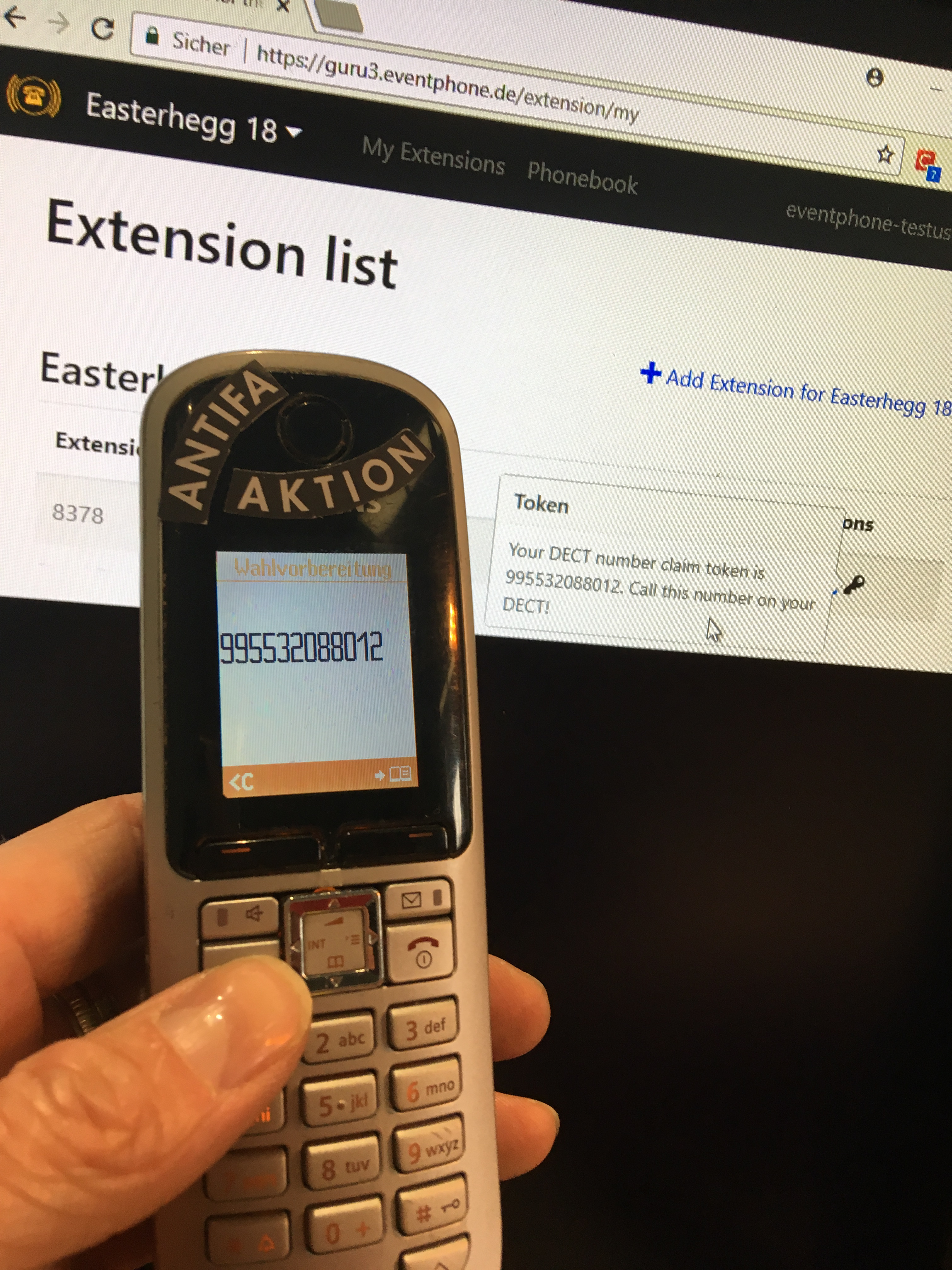
Eventphone DECT mit Claim-Token auf dem Easterhegg 2018.

Auf dem Easterhegg 2018 präsentierte das Phone Operation Center eine komplett neu entwickelte DECT Lösung mit Selbstregistrierungsfunktion. Dies sollte vor allem als Test für den 35C3 dienen, um zu prüfen wie sich das System bei gleichzeitigen Anmeldungen von vielen Teilnehmern verhält. Während der Veranstaltung wurden signifikante Änderungen an der Software gemacht und kritische Fehler behoben. Um das System einem erneuten Stresstest auszusetzen wurden, nachdem über 200 Telefone angemeldet waren, am 1. April um 16:00 Uhr alle Telefone der Besucher abgemeldet und diese per Hausdurchsage gebeten sich erneut anzumelden. Der Test verlief erfolgreich.
Die Ausgabe 2020 wurde wegen der Coronavirus-Pandemie abgesagt. Als Alternative fand das Digital Verteilte Online-Chaos (DiVOC) unter dem Motto: „Hidden Service“ statt. Auch 2021 wurde die Veranstaltung abgesagt. Stattdessen fand ein DiVOC mit dem Motto: „Reboot to Respawn“ statt. Für 2022 wurde die Veranstaltung erneut wegen der Pandemie abgesagt. Zum ersten Mal seit Anfang der Pandemie findet die Konferenz 2023 wieder statt, mit dem Motto: „20 Jahre Easterhegg. Back to root“.

## Veranstaltungsorte
| Jahr | Veranstaltungsort | Motto / Schwerpunkt / Name                     |
| ---- | ----------------- | ---------------------------------------------- |
| 2001 | Hamburg           | Funken und WLAN                                |
| 2002 | Düsseldorf        | ./easter -h -egg                               |
| 2003 | Hamburg           | The workshop weekend                           |
| 2004 | München           | easterhegg 2004                                |
| 2005 | Hamburg           | The workshop weekend                           |
| 2006 | Wien              |                                                |
| 2007 | Hamburg           | The workshop weekend                           |
| 2008 | Köln              | Follow the white rabbit                        |
| 2009 | Hamburg           | the family event                               |
| 2010 | München           | Follow the black rabbit                        |
| 2011 | Hamburg           | the family event                               |
| 2012 | Basel             |                                                |
| 2013 | Paderborn         |                                                |
| 2014 | Stuttgart         | Kehrwoche                                      |
| 2015 | Braunschweig      | We don’t kEHr!                                 |
| 2016 | Salzburg          | Hackfestspiele in Salzburg                     |
| 2017 | Mühlheim a. M.    | Ist das Zufall oder kann das weg?              |
| 2018 | Würzburg          | Rabbits & Byterflies                           |
| 2019 | Wien              | bun intended                                   |
| 2020 | Hamburg           | back to root (abgesagt)                        |
| 2020 | Online            | DiVOC: Hidden Service (Ersatzveranstaltung)    |
| 2021 | Online            | DiVOC: Reboot to Respawn (Ersatzveranstaltung) |
| 2022 | Online            | DiVOC: Bridging Bubbles (Ersatzveranstaltung)  |
| 2023 | Hamburg           | 20 Jahre Easterhegg. Back to root              |
| 2024 | Regensburg        | Rabbit Prototyping                             |
| 2025 | Hamburg           | Unhandled Eggception                           |

Bildergalerie
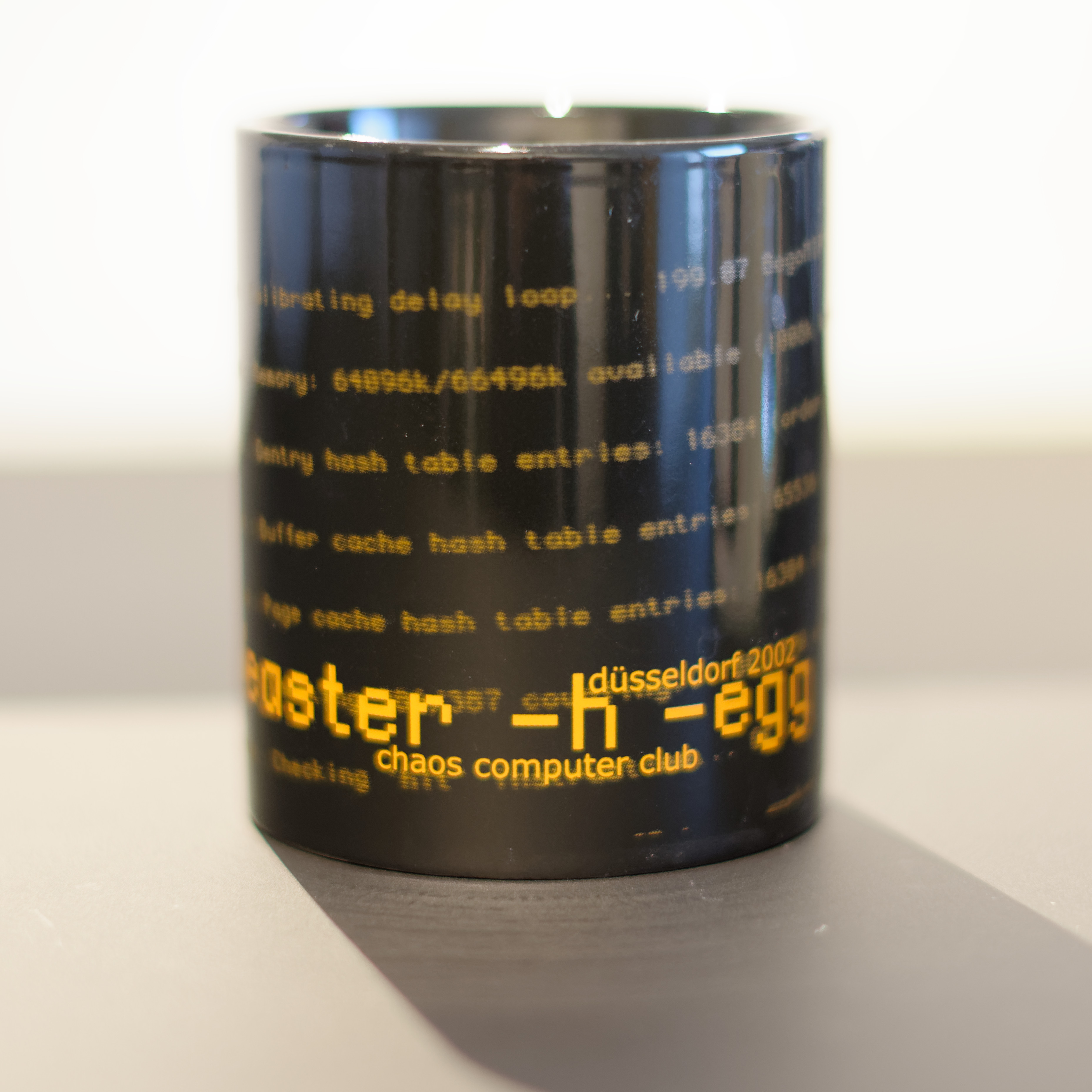
Tasse vom Easterhegg 2002 (Düsseldorf).
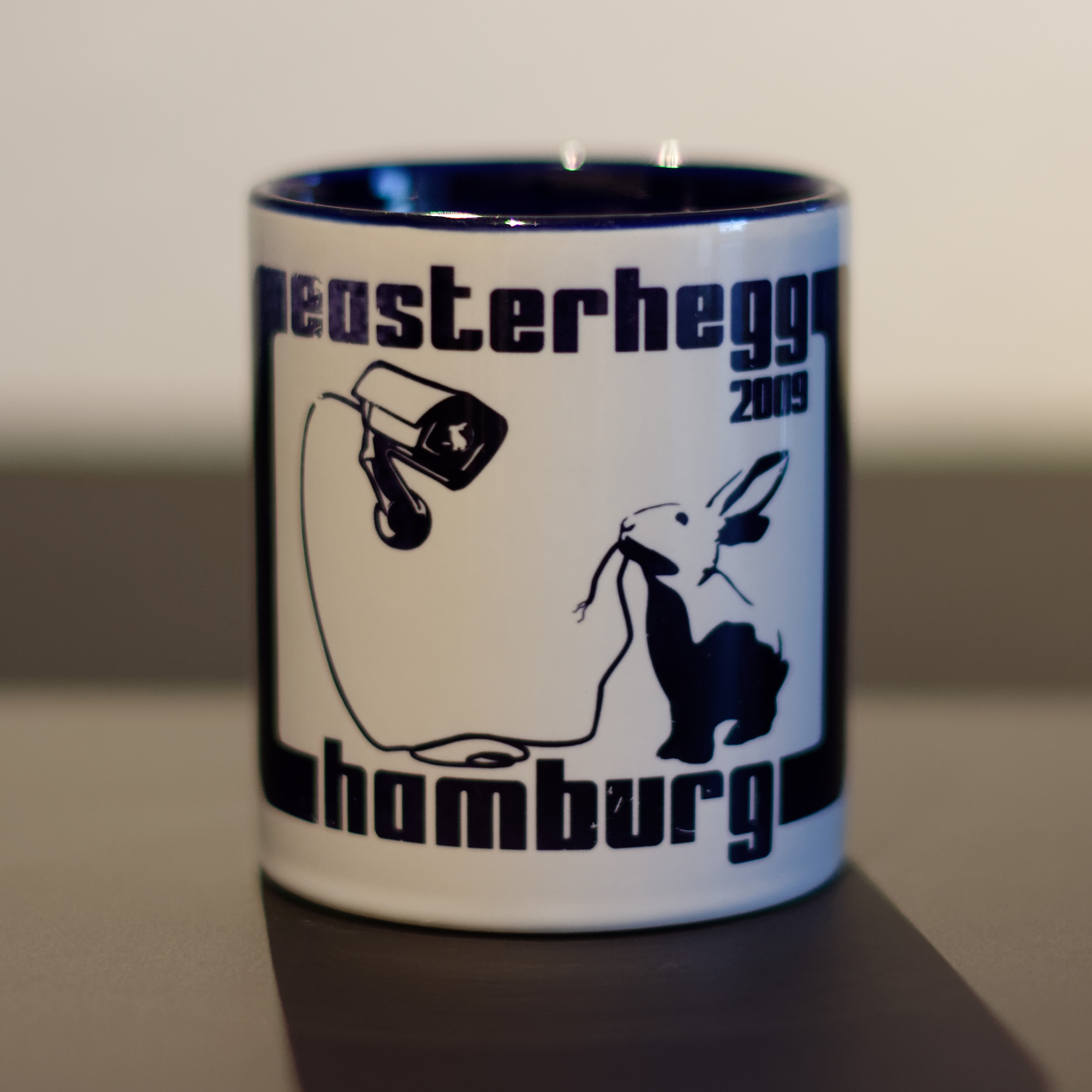
Tasse vom Easterhegg 2009 (Hamburg).
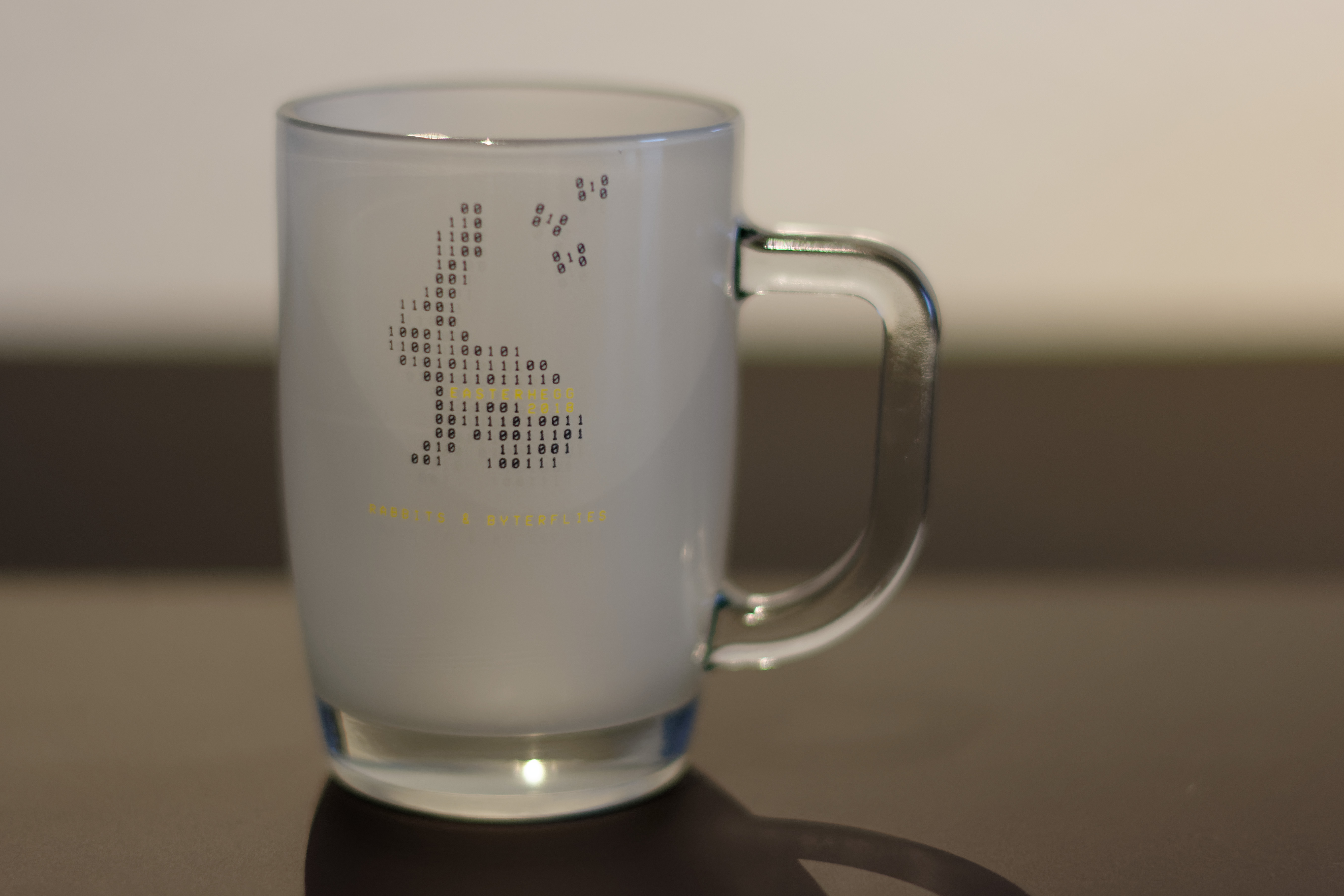
Tasse vom Easterhegg 2018 (Würzburg).
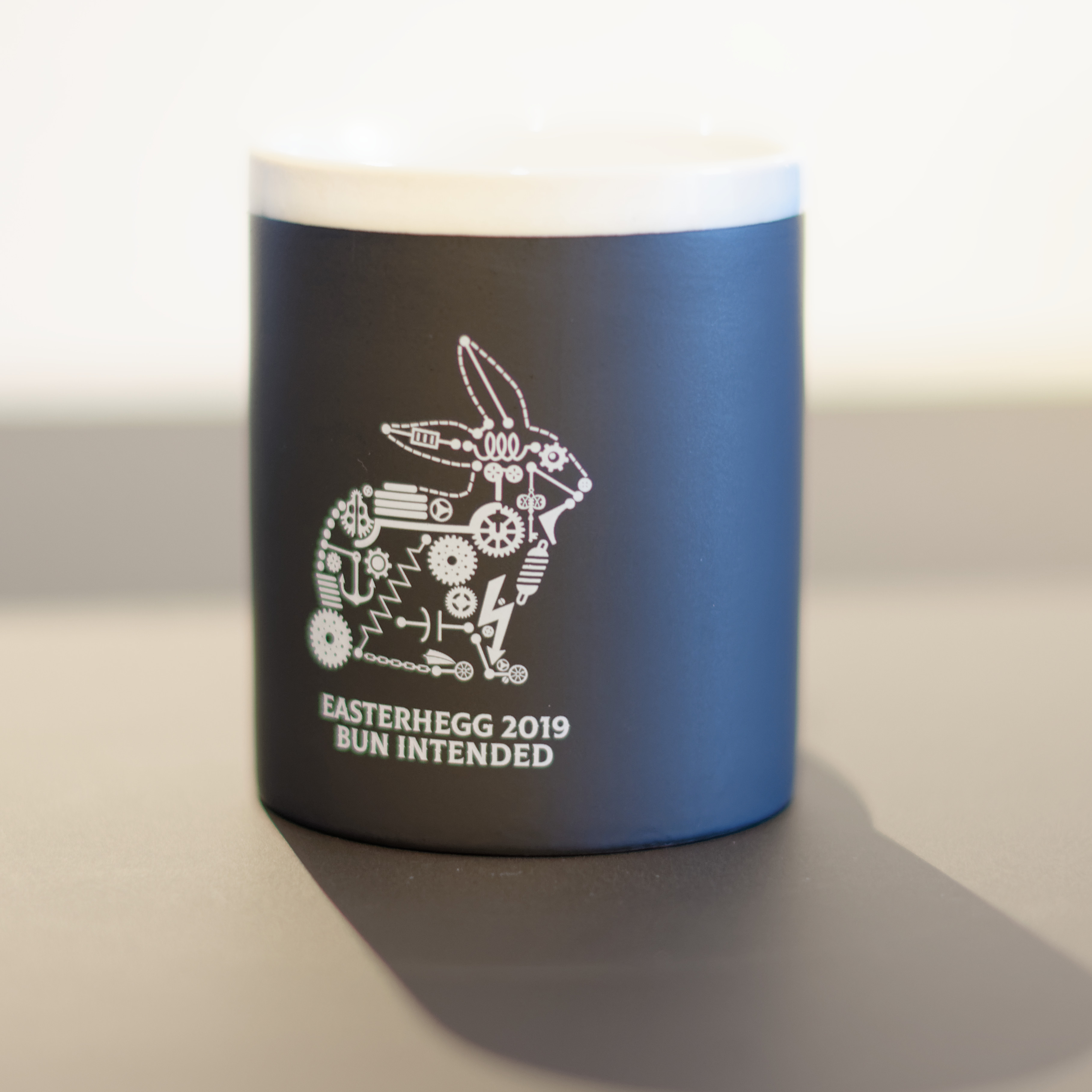
Tasse vom Easterhegg 2019 (Wien).
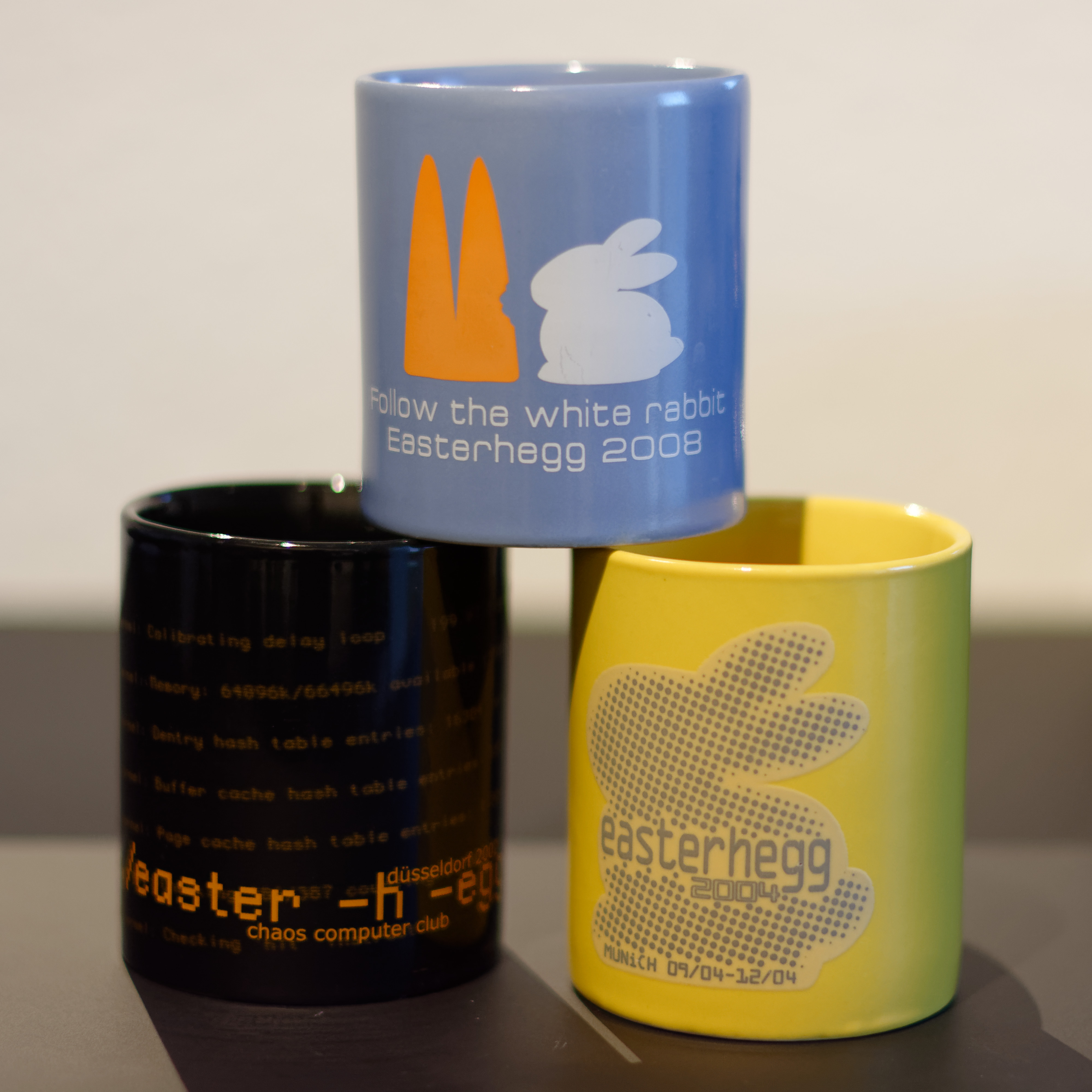
Tassen von den Easterheggs 2002 Düsseldorf (schwarz), 2004 München (gelb) und 2008 Köln (blau).